# 山口恭子 (1978年生の作曲家)
山口 恭子（やまぐち きょうこ、1978年 - ）は、日本の現代音楽の作曲家。
現在は母校桐朋学園大学で講師を務める。
作曲家グループ Point de vue （ポワンドヴュ）、プレゼンテーションで作品を発表している。

## 来歴
桐朋学園大学卒業。

## 作品
- 霧 〜クラリネットと打楽器のための〜
- 雫 （ピアノのための）